# ورود غیرقانونی (فیلم ۱۹۹۲)
ورود غیرقانونی (به انگلیسی: Unlawful Entry) یک فیلم دلهره‌آور روان‌شناختی آمریکایی محصول سال ۱۹۹۲ به کارگردانی جاناتان کاپلان با بازی کرت راسل، مادلین استو و ری لیوتا است.
داستان این فیلم شامل زوجی می‌شود که با یک پلیس تنها دوست می‌شوند، فقط برای اینکه او به همسرش علاقه‌مند شود که منجر به عواقب وحشتناکی می‌شود. ری لیوتا در سال ۱۹۹۳ برای بازی در نقش پلیس روان‌پریش نامزد جایزه سینمایی ام‌تی‌وی بهترین نقش منفی شد. این فیلم در بالیوود به عنوان فریب در سال ۱۹۹۶ بازسازی شد.

## بازخوردها
این فیلم نقدهای مثبتی از منتقدان دریافت کرد، زیرا بر اساس ۳۴ نقد، امتیاز ۷۴٪ را در راتن تومیتوز دارد.

## تولید
فیلمبرداری اصلی در ۲۵ اکتبر ۱۹۹۱ آغاز شد. فیلمبرداری در لس آنجلس، کالیفرنیا و اطراف آن انجام شد. خانه ای که در این فیلم برای اقامتگاه کار استفاده شده‌است در خیابان ویلکاکس ۵۴۶ واقع شده‌است. تولید در ۵ فوریه ۱۹۹۲ به پایان رسید.

## باکس آفیس
این فیلم در ۲۶ ژوئن ۱۹۹۲ در ایالات متحده اکران شد و در ۱۵۱۱ سالن در رتبه دوم اکران شد که به‌طور متوسط ۶۶۶۲ دلار در هر سینما بود. با فروش ۱۰٫۰۶۷٫۶۰۹ دلار در آخر هفته افتتاحیه، در بازار داخلی به ۵۷٫۱۳۸٫۷۱۹ دلار رسید. این یک موفقیت در گیشه بود و بودجه ۲۳ میلیون دلاری خود را بازگرداند.